# Verein für Bewegungsspiele Lübeck von 1919 2001-2002
Questa voce raccoglie le informazioni riguardanti il Verein für Bewegungsspiele Lübeck von 1919 nelle competizioni ufficiali della stagione 2001-2002.

## Stagione
Nella stagione 2001-2002 il Lubecca, allenato da Dieter Hecking, concluse il campionato di Regionalliga nord al 1º posto e fu promosso in 2. Bundesliga. In Coppa di Germania il Lubecca fu eliminato al primo turno dal Werder Brema.

## Rosa
| N. |                     | Ruolo | Calciatore         |
| -- | ------------------- | ----- | ------------------ |
| 1  | Germania (bandiera) | P     | Tim Cassel         |
| 2  | Germania (bandiera) | D     | Marco Zallmann     |
| 2  | Germania (bandiera) | C     | Jan-Uwe Gundel     |
| 3  | Germania (bandiera) | C     | Timo Schultz       |
| 4  | Turchia (bandiera)  | D     | Serkan Rinal       |
| 5  | Germania (bandiera) | D     | Kai Achilles       |
| 9  | Germania (bandiera) | A     | Daniel Bärwolf     |
| 10 | Germania (bandiera) | C     | Oliver Schweißing  |
| 11 | Zimbabwe (bandiera) | C     | Farai Mbidzo       |
| 12 | Zimbabwe (bandiera) | D     | George Mbwando     |
| 14 | Germania (bandiera) | C     | Martin Przondziono |

| N. |                      | Ruolo | Calciatore            |
| -- | -------------------- | ----- | --------------------- |
| 16 | Germania (bandiera)  | A     | Dennis Kruppke        |
| 17 | Germania (bandiera)  | D     | Björn Arens           |
| 18 | Rep. Ceca (bandiera) | C     | Jiří Homola           |
| 19 | Germania (bandiera)  | A     | Timo Mäkelmann        |
| 20 | Germania (bandiera)  | A     | Jens Scharping        |
| 21 | Germania (bandiera)  | D     | Timo Neumann          |
| 22 | Germania (bandiera)  | D     | Ibrahim Türkmen       |
| 23 | Germania (bandiera)  | A     | Mustafa Turgut        |
| 25 | Lituania (bandiera)  | C     | Vidmantas Vysniauskas |
| 29 | Germania (bandiera)  | P     | Maik Wilde            |

## Organigramma societario
Area tecnica
- Allenatore: Dieter Hecking
- Allenatore in seconda: Dirk Bremser
- Preparatore dei portieri:
- Preparatori atletici:
- Analisi video:

## Calciomercato

### Sessione estiva
| Acquisti | Acquisti           | Acquisti        | Acquisti |
| R.       | Nome               | da              | Modalità |
| -------- | ------------------ | --------------- | -------- |
| C        | Martin Przondziono | Preußen Münster |          |
| A        | Jens Scharping     | Lüneburger      |          |
| P        | Maik Wilde         | Schönberg       |          |
| D        | Marco Zallmann     | Hansa Rostock   |          |

| Cessioni | Cessioni         | Cessioni           | Cessioni |
| R.       | Nome             | a                  | Modalità |
| -------- | ---------------- | ------------------ | -------- |
| P        | Frank Böse       | Elversberg         |          |
| A        | Christoph Dengel | Pirmasens          |          |
| C        | Oliver Glöden    | Paderborn          |          |
| D        | Wilken Harf      | Preußen Münster    |          |
| C        | Michael Hopp     | Fortuna Düsseldorf |          |
| C        | Markus Kullig    | Kaiserslautern     |          |
| P        | Raphael Schäfer  | Norimberga         |          |
| C        | Hendrik Völzke   | Schönberg          |          |
| C        | Ramazan Yildirim | Jahn Ratisbona     |          |

## Risultati

### Regionalliga

#### Girone di andata
| Arbitro: | Kemmling |

|  |           |             |
|  | Marcatori | 89’ Mbwando |

| Arbitro: | Rafati |

|                            |           |                     |
| Rinal 24’ Türkmen 75’, 78’ | Marcatori | 16’ Gerov 72’ Šarić |

| Arbitro: | Wegener-Gärtner |

|                            |           |                                                           |
| Mamoum 28’, 39’ Kaiser 41’ | Marcatori | 43’, 48’ Bärwolf 88’ Homola 90’ Scharping 90’ Przondziono |

| Arbitro: | Grudzinski |

|                                  |           |            |
| Turgut 40’, 58’ Türkmen 49’, 82’ | Marcatori | 23’ Winter |

| Arbitro: | Otte |

|                        |           |                                               |
| Guščinas 6’ Atasoy 51’ | Marcatori | 16’, 60’ Homola 19’, 39’ Turgut 45’ Scharping |

| Arbitro: | Wegener-Gärtner |

|               |           |  |
| Scharping 90’ | Marcatori |  |

| Arbitro: | Jansen |

|            |           |                                             |
| Sionko 23’ | Marcatori | 11’ Mbidzo 50’ Przondziono 54’, 75’ Mbwando |

| Arbitro: | Marks |

|            |           |              |
| Turgut 42’ | Marcatori | 73’ Lintjens |

| Arbitro: | Jauch |

|          |           |            |
| Daun 63’ | Marcatori | 73’ Turgut |

| Arbitro: | Schriever |

|  |           |                        |
|  | Marcatori | 9’, 19’ Baich 83’ Karp |

| Arbitro: | Winkmann |

|                         |           |            |
| Milde 5’ Siedschlag 50’ | Marcatori | 86’ Homola |

| Arbitro: | Otte |

|                                      |           |           |
| Przondziono 13’ Homola 26’, 31’, 52’ | Marcatori | 87’ Papić |

| Arbitro: | Anklam |

|                       |           |  |
| Ukrow 71’ Claaßen 79’ | Marcatori |  |

| Arbitro: | Melms |

|                                              |           |            |
| Przondziono 23’ Kruppke 26’ Vucic 80’ (aut.) | Marcatori | 29’ Kondev |

| Arbitro: | Czech |

|          |           |             |
| Maaß 54’ | Marcatori | 86’ Bärwolf |

| Arbitro: | Stachowiak |

|             |           |  |
| Meißner 54’ | Marcatori |  |

| Arbitro: | Thomßen |

|             |           |                                     |
| Mbwando 33’ | Marcatori | 20’ (aut.) Arens 61’ (rig.) Sánchez |

#### Girone di ritorno
| Arbitro: | Korte |

|                        |           |  |
| Turgut 24’ Mbwando 90’ | Marcatori |  |

| Arbitro: | Hennecke |

|               |           |                        |
| Karpowicz 22’ | Marcatori | 13’ Turgut 24’ Türkmen |

| Arbitro: | Seemann |

|                                           |           |           |
| Przondziono 67’, 76’ (rig.) Scharping 86’ | Marcatori | 64’ Aydin |

| Arbitro: | Schriever |

|              |           |                                                 |
| Castilla 66’ | Marcatori | 7’ Mbwando 38’ Türkmen 80’ Scharping 85’ Mbidzo |

| Arbitro: | Weber |

|                |           |              |
| Przondziono 7’ | Marcatori | 79’ Guščinas |

| Arbitro: | Jansen |

|                         |           |  |
| Piorunek 81’ Thomas 90’ | Marcatori |  |

| Arbitro: | Grabanowski |

|                                           |           |          |
| Scharping 4’, 18’, 62’ (rig.) Bärwolf 69’ | Marcatori | 6’ Broum |

| Arbitro: | Margenberg |

|                                                   |           |                                       |
| Altıntop 20’ Iyodo 25’, 47’, 72’ Arens 30’ (aut.) | Marcatori | 15’ Bärwolf 63’ (rig.), 82’ Scharping |

| Arbitro: | Perschke |

|                               |           |           |
| Przondziono 18’ Scharping 35’ | Marcatori | 6’ Schoof |

| Arbitro: | Koop |

|  |           |            |
|  | Marcatori | 54’ Homola |

| Arbitro: | Soltow |

|  |           |                     |
|  | Marcatori | 5’ Perdei 85’ Milde |

| Arbitro: | Stachowiak |

|                   |           |                               |
| Holz 55’ Zani 68’ | Marcatori | 10’ Homola 49’, 88’ Scharping |

| Arbitro: | Margenberg |

|                            |           |  |
| Schweißing 57’ Kruppke 89’ | Marcatori |  |

| Arbitro: | Schößling |

|  |           |                                           |
|  | Marcatori | 19’ Mbwando 35’ (aut.) Zedi 64’ Scharping |

| Arbitro: | Meyer |

|             |           |             |
| Kruppke 90’ | Marcatori | 45’ Émerson |

| Arbitro: | Grudzinski |

|                        |           |             |
| Homola 62’ Kruppke 88’ | Marcatori | 76’ Prymula |

| Arbitro: | Strampe |

|                          |           |                               |
| Gunkel 8’, 56’ Ernst 18’ | Marcatori | 9’ Bärwolf 41’ (aut.) Hoßmang |

### Coppa di Germania
| Arbitro: | Jansen |

|                           |           |                             |
| Scharping 15’ Kruppke 80’ | Marcatori | 20’, 27’ Ailton 53’ Tjikuzu |

## Statistiche

### Statistiche di squadra
| Competizione      | Punti | In casa | In casa | In casa | In casa | In casa | In casa | In trasferta | In trasferta | In trasferta | In trasferta | In trasferta | In trasferta | Totale | Totale | Totale | Totale | Totale | Totale | DR  |
| Competizione      | Punti | G       | V       | N       | P       | Gf      | Gs      | G            | V            | N            | P            | Gf           | Gs           | G      | V      | N      | P      | Gf     | Gs     | DR  |
| ----------------- | ----- | ------- | ------- | ------- | ------- | ------- | ------- | ------------ | ------------ | ------------ | ------------ | ------------ | ------------ | ------ | ------ | ------ | ------ | ------ | ------ | --- |
| Regionalliga nord | 65    | 17      | 11      | 3       | 3       | 34      | 19      | 17           | 9            | 2            | 6            | 36           | 27           | 34     | 20     | 5      | 9      | 70     | 46     | +24 |
| Coppa di Germania | -     | 1       | 0       | 0       | 1       | 2       | 3       | 0            | 0            | 0            | 0            | 0            | 0            | 1      | 0      | 0      | 1      | 2      | 3      | -1  |
| Totale            | 65    | 18      | 11      | 3       | 4       | 36      | 22      | 17           | 9            | 2            | 6            | 36           | 27           | 35     | 20     | 5      | 10     | 72     | 49     | +23 |

### Andamento in campionato
| Giornata  | 1 | 2 | 3 | 4 | 5 | 6 | 7 | 8 | 9 | 10 | 11 | 12 | 13 | 14 | 15 | 16 | 17 | 18 | 19 | 20 | 21 | 22 | 23 | 24 | 25 | 26 | 27 | 28 | 29 | 30 | 31 | 32 | 33 | 34 |
| --------- | - | - | - | - | - | - | - | - | - | -- | -- | -- | -- | -- | -- | -- | -- | -- | -- | -- | -- | -- | -- | -- | -- | -- | -- | -- | -- | -- | -- | -- | -- | -- |
| Luogo     | T | C | T | C | T | C | T | C | T | C  | T  | C  | T  | C  | T  | T  | C  | C  | T  | C  | T  | C  | T  | C  | T  | C  | T  | C  | T  | C  | T  | C  | C  | T  |
| Risultato | V | V | V | V | V | V | V | N | N | P  | P  | V  | P  | V  | N  | P  | P  | V  | V  | V  | V  | N  | P  | V  | P  | V  | V  | P  | V  | V  | V  | N  | V  | P  |
| Posizione | 8 | 5 | 1 | 1 | 1 | 1 | 1 | 1 | 1 | 1  | 1  | 1  | 2  | 2  | 3  | 3  | 3  | 3  | 2  | 1  | 1  | 1  | 3  | 2  | 3  | 3  | 2  | 2  | 2  | 1  | 1  | 1  | 1  | 1  |

Legenda:

Luogo: C = Casa; T = Trasferta. Risultato: V = Vittoria; N = Pareggio; P = Sconfitta.

### Statistiche dei giocatori
| Giocatore      | Regionalliga nord | Regionalliga nord | Regionalliga nord | Regionalliga nord | Coppa di Germania | Coppa di Germania | Coppa di Germania | Coppa di Germania | Totale   | Totale | Totale      | Totale     |
| Giocatore      | Presenze          | Reti              | Ammonizioni       | Espulsioni        | Presenze          | Reti              | Ammonizioni       | Espulsioni        | Presenze | Reti   | Ammonizioni | Espulsioni |
| -------------- | ----------------- | ----------------- | ----------------- | ----------------- | ----------------- | ----------------- | ----------------- | ----------------- | -------- | ------ | ----------- | ---------- |
| K. Achilles    | 26                | 0                 | 8                 | 2                 | 1                 | 0                 | 0                 | 0                 | 27       | 0      | 8           | 2          |
| B. Arens       | 34                | 0                 | 9                 | 0                 | 1                 | 0                 | 0                 | 0                 | 35       | 0      | 9           | 0          |
| D. Bärwolf     | 21                | 6                 | 4                 | 1                 | 0                 | 0                 | 0                 | 0                 | 21       | 6      | 4           | 1          |
| T. Cassel      | 1                 | 0                 | 0                 | 0                 | 0                 | 0                 | 0                 | 0                 | 1        | 0      | 0           | 0          |
| J. Gundel      | 16                | 0                 | 0                 | 1                 | 0                 | 0                 | 0                 | 0                 | 16       | 0      | 0           | 1          |
| J. Homola      | 31                | 10                | 0                 | 0                 | 1                 | 0                 | 0                 | 0                 | 32       | 10     | 0           | 0          |
| D. Kruppke     | 29                | 4                 | 2                 | 0                 | 1                 | 1                 | 0                 | 0                 | 30       | 5      | 2           | 0          |
| F. Mbidzo      | 27                | 2                 | 3                 | 0                 | 1                 | 0                 | 0                 | 0                 | 28       | 2      | 3           | 0          |
| G. Mbwando     | 30                | 7                 | 1                 | 0                 | 1                 | 0                 | 0                 | 0                 | 31       | 7      | 1           | 0          |
| T. Mäkelmann   | 2                 | 0                 | 0                 | 0                 | 0                 | 0                 | 0                 | 0                 | 2        | 0      | 0           | 0          |
| T. Neumann     | 1                 | 0                 | 0                 | 0                 | 0                 | 0                 | 0                 | 0                 | 1        | 0      | 0           | 0          |
| M. Przondziono | 31                | 8                 | 4                 | 0                 | 1                 | 0                 | 0                 | 0                 | 32       | 8      | 4           | 0          |
| S. Rinal       | 27                | 1                 | 2                 | 1                 | 1                 | 0                 | 0                 | 0                 | 28       | 1      | 2           | 1          |
| J. Scharping   | 30                | 14                | 5                 | 0                 | 1                 | 1                 | 0                 | 0                 | 31       | 15     | 5           | 0          |
| T. Schultz     | 29                | 0                 | 5                 | 1                 | 1                 | 0                 | 0                 | 0                 | 30       | 0      | 5           | 1          |
| O. Schweißing  | 15                | 1                 | 4                 | 0                 | 0                 | 0                 | 0                 | 0                 | 15       | 1      | 4           | 0          |
| M. Turgut      | 29                | 8                 | 7                 | 2                 | 1                 | 0                 | 0                 | 0                 | 30       | 8      | 7           | 2          |
| I. Türkmen     | 28                | 6                 | 9                 | 1                 | 1                 | 0                 | 0                 | 0                 | 29       | 6      | 9           | 1          |
| V. Vysniauskas | 17                | 0                 | 2                 | 0                 | 1                 | 0                 | 0                 | 0                 | 18       | 0      | 2           | 0          |
| M. Wilde       | 33                | 0                 | 3                 | 0                 | 1                 | 0                 | 1                 | 0                 | 34       | 0      | 4           | 0          |
| M. Zallmann    | 12                | 0                 | 2                 | 0                 | 0                 | 0                 | 0                 | 0                 | 12       | 0      | 2           | 0          |